# The Military Air-Scout
The Military Air-Scout és una pel·lícula muda estrenada el 12 de desembre de 1911 protagonitzada per Earle Williams, Edith Storey i Alec B. Francis i dirigida per William J. Humphrey. Es considera la primera pel·lícula bèl·lica sobre l'aviació.

## Argument
La pel·lícula passa l'any 1914, quan es produeix una guerra entre els Estats Units d'Europa i els Estats Units d'Amèrica. A Wenworth, el protagonista, se li ordena que voli sobre les línies enemigues per tal de destruir-les. Amb el seu aeroplà llença bombes contra els enemics. Després se li demana que utilitzi l'avió per espiar el moviment de tropes però és abatut.

## Repartiment
- Earle Williams (Lloctinent Wentworth)
- Edith Storey (Marie Arthur)
- Alec B. Francis (Comandant Arthur, pare de Marie)